# El Hombre Bolígrafo (álbum de Grises)
El Hombre Bolígrafo es el álbum debut de la banda Grises, lanzado en 2011 en España por la discográfica Origami Records.

## Lista de canciones
| N.º   | Título                | Duración |  |
| 1.    | «Parfait»             | 3:39     |  |
| 2.    | «Plástico eléctrico»  | 2:54     |  |
| 3.    | «Polaroid»            | 4:36     |  |
| 4.    | «Chicles pegados»     | 3:16     |  |
| 5.    | «Aspiradora espacial» | 3:52     |  |
| 6.    | «No es imposible»     | 4:26     |  |
| 7.    | «El hombre bolígrafo» | 4:23     |  |
| 8.    | «Asteroides»          | 4:24     |  |
| 9.    | «Daiquiri»            | 3:53     |  |
| 35:29 |                       |          |  |